# Бурла (комуна)
Бурла (рум. Burla) — комуна у повіті Сучава в Румунії. До складу комуни входить єдине село Бурла.
Комуна розташована на відстані 373 км на північ від Бухареста, 29 км на північний захід від Сучави, 143 км на північний захід від Ясс.

## Населення
У 2009 року у комуні проживали 2211 осіб.